# Aeroportul Ankang Wulipu
Aeroportul Ankang Wulipu (în Putonghua⁠(d) 安康五里铺机场) (IATA: AKA, AKA, ICAO: ZLAK) este un aeroport din Ankang⁠(d), Shaanxi, Republica Populară Chineză ce deservește zona Ankang⁠(d). Aeroportul a fost tranzitat în 2010 de 1.844 de pasageri.
Situat la o altitudine de 262 m, aeroportul dispune de o singură pistă.